# Doboj (Kakanj)
Doboj es un pueblo ubicado en la municipalidad de Kakanj, en el cantón de Zenica-Doboj, Bosnia y Herzegovina.

## Superficie
Posee una superficie de 2,76 kilómetros cuadrados.

## Demografía
Hasta 2013 la población era de 2549 habitantes, con una densidad de población de 922,3 habitantes por kilómetro cuadrado.